# RTÉ Two
Pour les articles homonymes, voir RTE.
RTÉ Two (en irlandais : RTÉ a Dó) est une chaîne de télévision généraliste publique irlandaise appartenant au groupe de radio-télédiffusion RTÉ.

## Histoire de la chaîne
En 1977, le nouveau gouvernement de Fianna Fáil arrive au pouvoir et met en application l'une de ses nombreuses promesses, en autorisant la diffusion d'une seconde chaîne de télévision. Il y eut beaucoup de discussions au sujet du choix de la chaîne devant occuper ce deuxième réseau d'émetteurs de télévision en Irlande. Au début, il fut utilisé pour diffuser BBC1 Irlande du Nord, mais après beaucoup de discussion (et l'incitation de la RTÉ), il fut décidé que la deuxième chaîne serait opérée par RTÉ. 
RTÉ 2 commence donc ses programmes le 2 novembre 1978 par un problème technique : le son de BBC2 fut retransmis pendant le compte à rebours au lieu de la bande sonore prévue, et quand la chaîne débuta ses programmes, il n'y eut alors aucun son pendant les quinze premières secondes de diffusion de la cérémonie de gala de la ville de Cork.
À l'origine, RTÉ 2 ne diffusait ses programmes que pendant la soirée. La chaîne diffusait des émissions de la BBC et d'ITV et Channel 4, parfois en simultané avec les diffuseurs d'origine, pour permettre aux Irlandais du Sud de capter ces programmes jusque-là uniquement accessibles aux frontaliers de l'Irlande du Nord. 
La chaîne ne rencontre pas un grand succès dans ce format, et en septembre 1988, RTÉ 2 fut entièrement remodelée pour devenir Network 2. La chaîne change alors de logo, commence ses programmes chaque jour à 14 h 30, et récupère toutes les émissions pour enfants, jusque-là diffusées sur RTÉ 1, comme The Den. Sports Stadium occupe toute la grille du samedi après-midi, et tous les programmes de sport de la RTÉ Television migrent sur Network 2, de même que les programmes en gaélique. Un journal télévisé de fin de soirée, Network News, est également mis à l'antenne. Cette nouvelle grille rencontre un beau succès, et Network 2 reste stable jusqu'en 1995. 
La chaîne change à nouveau de nom et de logo en 1995 pour devenir RTÉ Network Two à l'occasion du changement de logo de la RTÉ. Ses programmes débutent alors en milieu de matinée par la diffusion de programmes éducatifs durant la journée, et la chaîne expérimente la diffusion nocturne tardive le weekend avec l'émission de Barry Murphy The Night Shift.
En 1997, la chaîne change à nouveau de nom pour devenir N2. Un logo futuriste aux multiples déclinaisons est mis à l'antenne et le nouveau nom de la chaîne est exploité sur tous les programmes : les productions de la RTÉ sont titrées « N2 Productions » et les émissions achetées N2 Presentations. La ligne éditoriale est également complètement rajeunie. The Den, renommé Den 2, est diffusé toute la journée jusqu'à 18 heures, Sports Stadium est supprimé le samedi après-midi, les programmes de la nuit sont entièrement revus avec le lancement de News 2, un journal télévisé adapté aux jeunes, suivi du talk-show Later on Two. Les soirées à thème deviennent régulières avec des comédies le lundi, comme Don't Feed the Gondolas produit par N2, et d'autres thèmes les vendredis et samedis soirs. 
La plupart des innovations de N2 ont disparu en septembre 2003 : ses identités visuelles futuristes ont été remplacées par des créations plus simples, l'émission Later on Two a plus ou moins disparu (une de ses rubriques continue sous le titre The View sur RTÉ One) et News 2 redevient un journal télévisé classique sous le nom de RTÉ News on Two. RTÉ décide alors de rafraîchir à nouveau la chaîne et la renomme RTÉ Two le 2 octobre 2004 lors d'une soirée à thème intitulée Farewell Network 2 diffusée à 20 heures et présentée par Podge and Rodge de l'émission The Den. Le nouveau logo de la chaîne est identique à celui de RTÉ One et ses couleurs où domine le vert veulent affirmer l'identité irlandaise de la chaîne. De nouveaux programmes ont été mis à l'antenne, dont de nombreuses productions irlandaises diffusées en début de soirée. Le 17 septembre 2005, Den 2 a été entièrement reformatée et est redevenu The Den, et id Two est devenu TTV le lundi suivant.

## RTÉ2 +1
RTÉ2 +1, service de diffusion décalé, est disponible sur le boîtier Saorview depuis le 5 février 2019.

## Logos

Logo de RTÉ 2 du 2 novembre 1978 à 1984
Logo de RTÉ 2 de 1984 à septembre 1988
Logo de Network 2 d'octobre 1988 à 1995
Logo de RTÉ Network 2 de 1995 à 1997
Logo de N2 de 1997 au 1er octobre 2004
Logo de RTÉ Two de 2004 à 2014
Logo de RTÉ Two HD de 2014 à 2020

## Organisation

### Dirigeants
Directeur général :
- Cathal Goan

Directeur RTÉ Television :
- Noel Curran

Directeur de l'information :
- Ed Mulhall

### Capital
RTÉ Two est détenue à 100 % par le radiodiffuseur d'État RTÉ. L'essentiel de son budget vient de la redevance audiovisuelle.

## Programmes
Les programmes de RTÉ Two visent les enfants et les jeunes adultes. 
RTÉ Two a la réputation de diffuser en avant-première en Europe de nombreuses séries américaines comme Lost, Desperate Housewives, 24 Heures, Prison Break, Ugly Betty, New York, police judiciaire (Law and Order), Les Experts : Manhattan (CSI:NY), Les Experts : Miami (CSI: Miami), Les Experts (CSI:Crime Scene Investigation).
RTÉ Two diffuse également beaucoup de sport le week-end dans le cadre de RTÉ Sport on Two et possède les droits de diffusion du rugby à XV et du football irlandais.

### Émissions
- The Den : émission pour enfants diffusée chaque jour de la semaine de 06h00 à 17h30.

- TTV (anciennement iD Two) : émission pour la jeunesse diffusée chaque jour de la semaine de  17h30 à 19h00.

- RTÉ News on Two : journal télévisé diffusée chaque jour après 22h45.

La chaîne a également de nombreuses autres émissions, comme Two Wild ou Two Extreme. Après 19h, RTÉ Two diffuse ses programmes de prime-time. Des films du cinéma européen et international sont régulièrement diffusés dans le cadre de Screen Two.